# Telekommunikations-Anschluss-Einheit
Die Telekommunikations-Anschluss-Einheit (TAE) ist eine Anschlusstechnik für Endgeräte in der Telekommunikationstechnik. In Deutschland und teilweise auch in Liechtenstein und Luxemburg wird die TAE als Anschlussdose für analoge Telefonanschlüsse (a/b-Schnittstelle) und ISDN-Anschlüsse zum Anschließen des NTBA an die Anschlussleitung benutzt.

TAE werden auch in privaten Telefonanlagen verwendet.
Die TAE wurde 1987 in Deutschland in Vorbereitung auf die Postreform und die Liberalisierung des Endgerätemarktes zum 1. Juli 1989 eingeführt. Seitdem ist es dem Benutzer möglich und erlaubt, zugelassene Telefone und Zusatzgeräte (Anrufbeantworter, Fax, Modem) selbst anzuschließen. Vorläufer war die Verbinderdose (VDo, SvDo) mit festem Telefonanschluss. Für Zusatzgeräte wurde eine Anschlussdose (ADo) als steckbarer Anschluss nachträglich montiert.

## Erste TAE als Netzabschluss

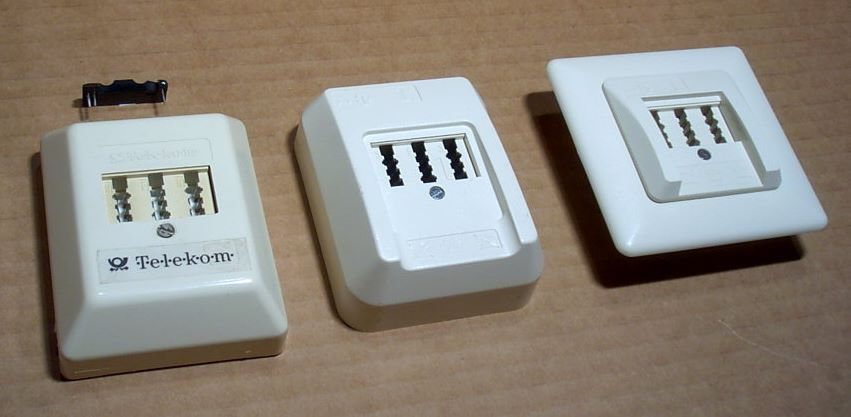
1. TAE (Netzabschluss) – Links: ältere Ausführung. Mitte und rechts: aktuelle Version mit integriertem Prüfabschluss.

Die sogenannte „1. TAE“ (auch „Monopoldose“) ist die (aus Sicht des Netzbetreibers) erste Anschlussdose in den Räumen des Teilnehmers. Sie erfüllt besondere Aufgaben: sie enthält einen von außen nicht sichtbaren passiven Prüfabschluss (PPA) zu Messzwecken und dient als Netzabschluss. Deshalb darf sie nicht durch eine normale TAE-Dose oder einen DSL-Splitter ersetzt werden.
Die 1. TAE ist eine spezielle NFN-Dose (auf- oder unterputz) mit der Aufschrift „1.“ und einem typischen wulstigen Design. Der Anschluss erfolgt in Schneidklemm-Technik (LSA).
Bis Mitte 1994 wurden als 1. TAE Standarddosen montiert, an die ein passiver Prüfabschluss (unter dem Deckel sichtbar) angeklemmt sowie ein Telekom-Aufkleber angebracht wurde.
Eine Leitungsprüfung ist bei der IP-basierenden Telefonie über ein sogenanntes „Signaturkabel“ zwischen TAE-Dose und Modem möglich.

## Belegung
| 1  | 2  | (3) | (4) | 5  | 6  |
| -- | -- | --- | --- | -- | -- |
| La | Lb | (W) | (E) | b2 | a2 |

| 1  | 2  | 1' | 2' | 3 | 3' | 5  | 6  |
| -- | -- | -- | -- | - | -- | -- | -- |
| La | Lb | La | Lb | W | W  | b2 | a2 |

TAE-Dose, Innenbeschaltung

TAE-Dosen werden 6-polig und (selten) 4-polig hergestellt. Bei der 4-poligen Ausführung werden die Klemmen 3 und 4 (W-Ader und Erde) eingespart, weil sie bei heutigen Endgeräten überflüssig sind. Die Steckverbindungen sind kompatibel.
Im nationalen ISDN (1TR6) der Deutschen Telekom (installiert bis 1994) wurden 8-polige TAE-Dosen für den S0-Bus verwendet. Ein ISDN-Telefon mit 8-poligem TAE-Stecker funktioniert nicht im heutigen Euro-ISDN.
| Klemme | Klemme | Bedeutung                                                              | Adernfarbe       | Adernfarbe       | Adernfarbe                                                                | Adernfarbe                                                                |
| Klemme | Klemme | Bedeutung                                                              | Am Stecker       | Am Stecker       | An der Anschlussklemme*), nach VDE 0815, bei Verwendung der 1. Doppelader | An der Anschlussklemme*), nach VDE 0815, bei Verwendung der 1. Doppelader |
| ------ | ------ | ---------------------------------------------------------------------- | ---------------- | ---------------- | ------------------------------------------------------------------------- | ------------------------------------------------------------------------- |
| Klemme | Klemme | Bedeutung                                                              | DIN 47100 (LiYY) | Amerik. Farbcode | bündelverseilt, z. B. J-YY, J-2Y(St)Y                                     | lagenverseilt, z. B. J-Y(St)Y                                             |
| 1      | La     | a-Ader (-60 V) (a/b-Schnittstelle)                                     | weiß             | rot              | rot                                                                       | rot                                                                       |
| 2      | Lb     | b-Ader (Masse)                                                         | braun            | grün             | rot mit 1 Ring (Abstand 17 mm)                                            | schwarz (2×2) blau (ab 3×2)                                               |
| 1'     | La     | Durchgeschleifte a-Ader (a/b-Schnittstelle), Anschluss für Zweitwecker |                  |                  |                                                                           |                                                                           |
| 2'     | Lb     | Durchgeschleifte b-Ader, Anschluss für Zweitwecker                     |                  |                  |                                                                           |                                                                           |
| 3      | W      | a-Ader für Zweitwecker (Tonrufzweitgerät), heute nicht mehr benutzt    | grün             |                  |                                                                           |                                                                           |
| 3'     | W      | Anschluss für Zweitwecker, heute nicht mehr benutzt                    |                  |                  |                                                                           |                                                                           |
| 4      | E      | Erde für Amtsholung der Nebenstelle und DEV, heute nicht mehr benutzt  | gelb             |                  |                                                                           |                                                                           |
| 5      | b2     | Durchgeschleifte b-Ader (gesteckter F-Stecker schaltet b2 ab)          | grau             | gelb             |                                                                           |                                                                           |
| 6      | a2     | Durchgeschleifte a-Ader (gesteckter F-Stecker schaltet a2 ab)          | rosa             | schwarz          |                                                                           |                                                                           |

*) Die Aderfarbe bei der Beschaltung von TAE-Dosen ist abhängig vom verlegten Kabel und den darin benutzten Doppeladern. Siehe dazu auch Telefonkabel und Telefonanschlusskabel.

## Kodierung

TAE-Buchse

TAE-Stecker (auf die Stifte gesehen)

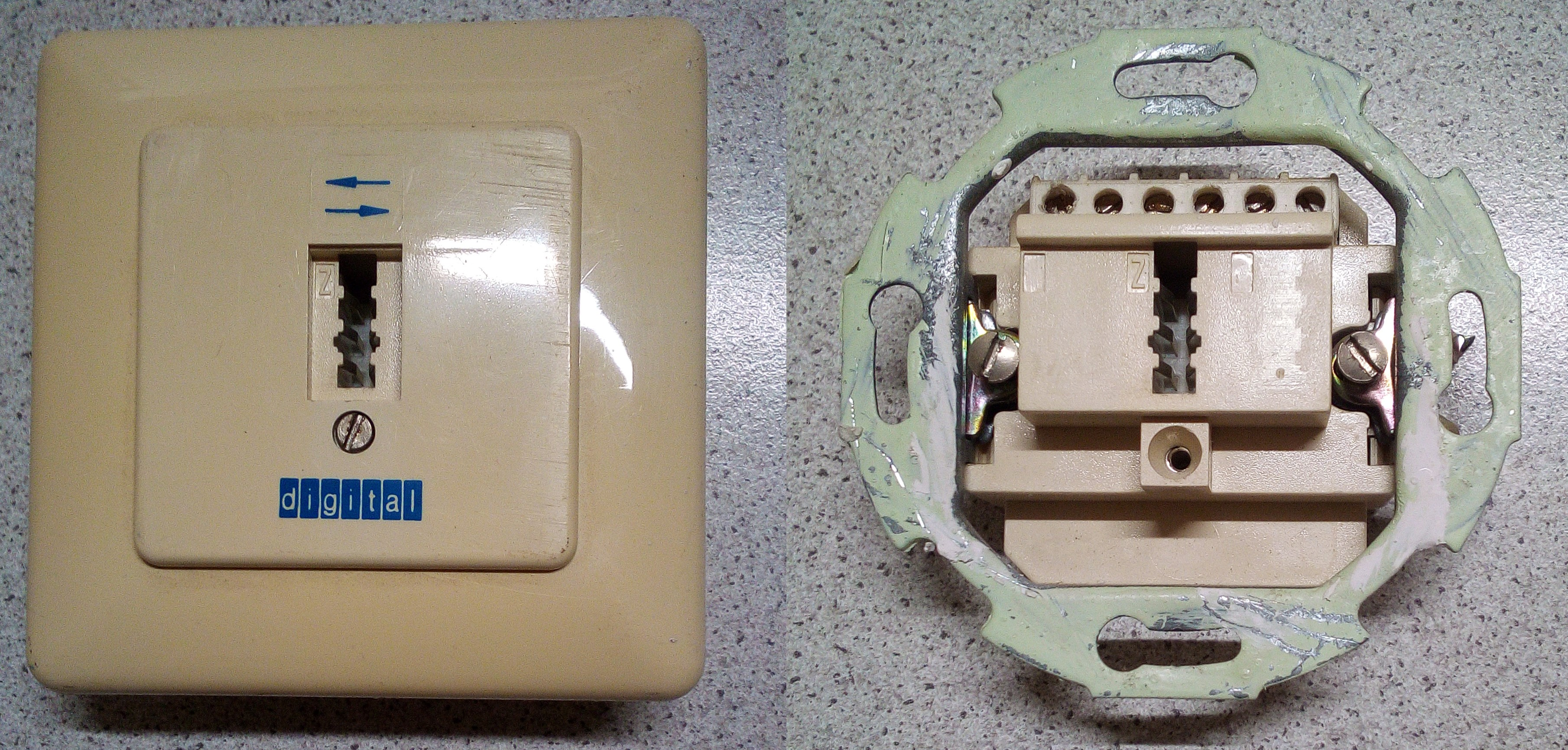
Z-codierte TAE

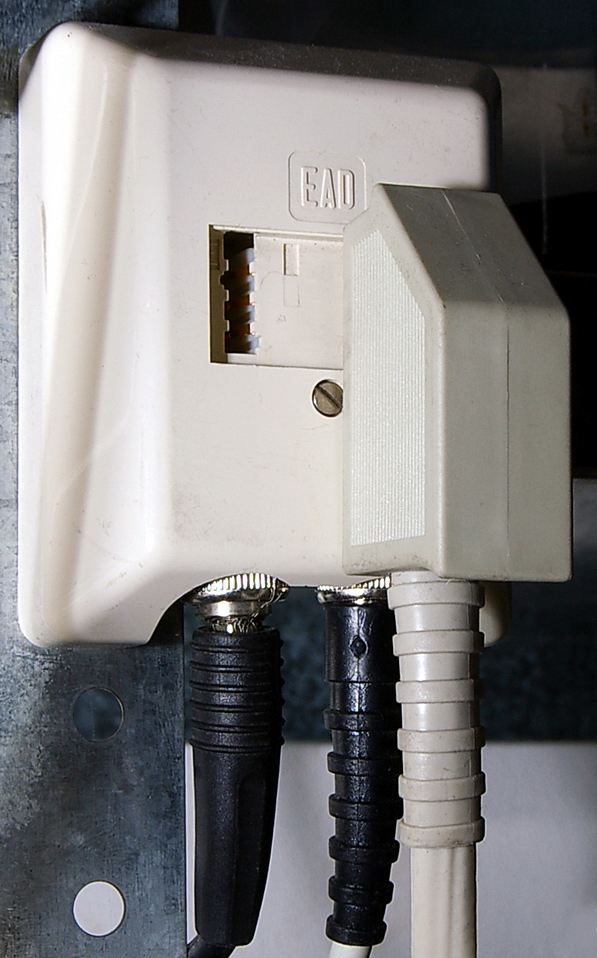
E-codierte TAE

TAE-Stecker und -Buchsen besitzen jeweils entweder eine F-, N oder Z-Kodierung.
- Das F steht für Fernsprechen und ist für Telefone vorgesehen. Auch NTBA oder DSL-Splitter werden in die F-Buchse eingesteckt.
- Die Kodierung N steht für nicht Fernsprechen (umgangssprachlich auch Nebengerät) und damit für alle Endgeräte außer Telefonen, dazu zählen zum Beispiel Anrufbeantworter, Faxgeräte, Modems und Gebührenanzeiger, aber auch z. B. Telefon-Fax-Kombigeräte.
- Die Kodierung Z steht für Zusatzgeräte und wurde für serielle Datenschnittstellen (Modem, auch an Standleitungen) verwendet.[4]
- An Telefonanlagen und Terminaladaptern finden sich gelegentlich U-kodierte Buchsen („universal“), in die man wahlweise einen N- oder F-Stecker einführen kann, widerspricht jedoch dem Sinn des TAE-Prinzips.
- E-kodierte Buchsen mit versetzten Aussparungen sehen ähnlich aus, haben mit Fernsprechverbindungen aber nichts zu tun. Sie finden sich an Ethernet-Anschlussdosen (EAD), die aus dem TAE-System entwickelt wurden.

## Ausführungen
| Ausführung | Ausführung | Beschreibung |
| ---------- | ---------- | --- |
| F          | 1 Buchse   | für Fernsprechen (zum Beispiel Telefon) |
| N          | 1 Buchse   | für nicht Fernsprechen (zum Beispiel Anrufbeantworter, Modem, Telefax, Wählgerät) |
| NF         | 2 Buchsen  | für zwei zusammengehörende N- und F-Geräte |
| FF         | 2 Buchsen  | Zwei a/b-Anschlüsse, für zwei unabhängig beschaltete F-Geräte |
| NF/F       | 3 Buchsen  | Zwei a/b-Anschlüsse, für zwei unabhängig beschaltete F-Geräte, vor die mittlere (F-)Buchse ist eine N-Buchse geschaltet |
| NFN        | 3 Buchsen  | Gängigste Variante. Vor die mittlere Buchse (F) sind beide N-Buchsen geschaltet. |
| Z          | 1 Buchse   | heute ungebräuchlich, dient dem Anschluss von seriellen Datenschnittstellen. |
| Z/F        | 2 Buchsen  | heute ungebräuchlich, dient dem Anschluss von seriellen Datenschnittstellen und einem galvanisch getrennten Telefon an zwei Klemmblöcken. |
| HS/F       | 1 Buchse   | heute ungebräuchlich, dient dem Anschluss von einem Telefon als letzte Dose in einer Dosenanlage mit Halteschaltung um ein Telefon während eines Telefonates umstecken zu können und an einer anderen Dose derselben Anlage das Gespräch fortführen zu können. |
| IAE/TAE    | IAE/TAE    | Neuere Kombidose. Zum Beispiel für ISDN/Analog- oder DSL/Analog-Anwendungen. Unabhängig voneinander beschaltet. |
| U          | U          | nicht kodiert, für universelle Nutzung |
| D          | 1 Buchse   | wie N-Kodierung, für Datenapparat 756D |

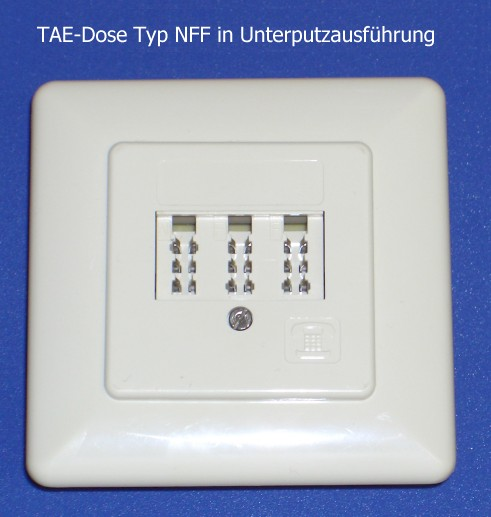
TAE Typ NFF unterputz
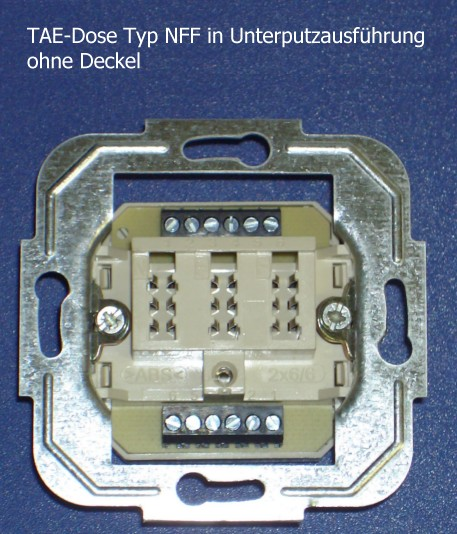
Typ NFF ohne Deckel
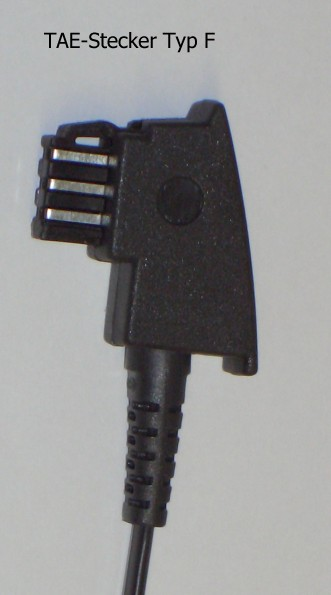
TAE-Stecker
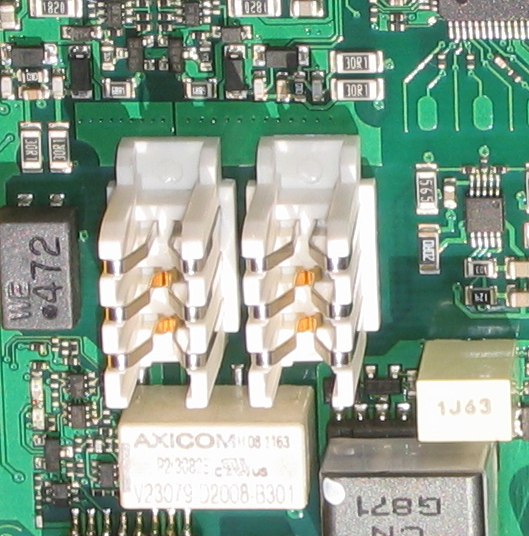
Einzelne TAE-Buchsen in Printmontage in einem IP-Telefonie-fähigen DSL-Router

## Mehrere Geräte an einer TAE
Je nach Nutzung und entsprechender Schaltung des Nachrichtenendgerätes können mehrere an eine NFN-Dose angeschlossene Geräte entweder gleichzeitig, aber voneinander abhängig genutzt werden, oder es kann zur selben Zeit immer nur ein Gerät genutzt werden.
Gleichzeitige Nutzung ist beispielsweise gegeben beim Anschluss eines Anrufbeantworters und eines Fernsprechers. Der Anrufbeantworter ist technisch gesehen vor dem Fernsprecher eingeschleift.
 Somit kann ein vom Anrufbeantworter angenommenes Gespräch durch das Abheben des Telefonhörers übernommen werden; die Aufzeichnung des Gespräches durch den Anrufbeantworter wird dadurch beendet.

Ähnlich ist es beim Anschluss von Anrufbeantworter, Faxgerät und Telefon an einer NFN-Dose. Hier sind Faxgerät und Anrufbeantworter vor dem Fernsprecher eingeschleift. Wenn das Faxgerät eine passive Faxweiche hat und die beiden Nachrichtenendgeräte in der richtigen Reihenfolge eingesteckt sind, dann wird der Ruf der ankommenden Faxsendungen zwar vom Anrufbeantworter entgegengenommen, die Faxsignale werden aber trotzdem vom Faxgerät empfangen, und die Aufzeichnung durch den Anrufbeantworter erfolgt gar nicht.
Getrennte Nutzung hingegen ist gegeben beim Anschluss eines Modems und eines Fernsprechers an eine NFN-Dose. Wird beispielsweise ein in die linke N-Buchse gestecktes Modem aktiviert, trennt es die dahinterliegenden Geräte von der Leitung, die rechte N-Buchse und die F-Buchse sind dann abgeschaltet.
Obengenanntes gilt auch für die linke und mittlere Buchse einer NF/F-Dose; ein Anrufbeantworter (N-Buchse) kann vom Telefon (mittlere F-Buchse) unterbrochen werden; ein Modem (N-Buchse) kann das Telefon (mittlere F-Buchse) abschalten.
Die rechte F-Buchse hingegen ist elektrisch von den beiden anderen Buchsen unabhängig.
Zwei Geräte an einer FF-Dose stören sich nicht, auch hier sind beide Steckplätze voneinander unabhängig.
Ohne eingeführten Stecker liegen die Kontaktzungen in der Buchse paarweise aneinander. Dadurch besteht zwischen den Anschlüssen 1 und 6 sowie zwischen 2 und 5 elektrischer Kontakt. Auf diese Weise wird bei der gängigen NFN-Dose die Anschlussleitung, die zunächst an der linken N-Buchse ankommt, zur rechten N-Buchse und von dort zur F-Buchse in der Mitte durchgeschaltet. Die interne technische Verschaltung einer NFN-Dose weicht also von der Draufsicht ab.
Beim Einstecken eines Steckers in eine der Buchsen werden die Kontaktzungen durch den Stecker auseinandergedrückt und gleichzeitig das betreffende Gerät in die Anschlussleitung eingeschleift. Damit das richtig funktioniert, muss das Anschlusskabel eines N-Geräts vieradrig ausgeführt und angeschlossen sein. Das betreffende Gerät muss im inaktiven Zustand Hin- und Rückrichtung überbrücken, was meist per Relais geschieht. Nur dann ist ein anderes Gerät in einer dahintergeschalteten Buchse mit der Anschlussleitung verbunden. Abhilfe schafft hier zum Beispiel die Verwendung eines automatischen Wechselschalters (AMS, früher AWADo).
Alternativ werden in günstigen Geräten oft zwei Drahtbrücken im TAE-Stecker verwendet, die die unterbrochene Anschlussleitung bereits im Stecker weiterführen. Das widerspricht dem Sinn des TAE-Prinzips, ist jedoch ein immer häufiger anzutreffendes Verfahren.

### Modems
Bei älteren Modems (in der Regel mit ZZF/BZT/BAPT-Zulassungsnummer) wurde die Anschlussleitung im inaktiven Zustand mittels eines Relais überbrückt. Man konnte bei der Einwahl eines solchen Gerätes das Anziehen dieses Relais (Unterbrechen der Anschlussleitung) hören.
Bei neueren Modems nach europäischer Zulassungsnorm CTR21 (darunter sämtliche in Notebooks eingebauten) wird dieses Relais eingespart und sie werden nur zweipolig angeschlossen. Damit ein solches Modem als N-Gerät das dahinterliegende Telefon nicht abschaltet, ist ein spezielles gebrücktes Modemkabel erforderlich, bei dem die unterbrochene Leitung durch zwei Drahtbrücken im TAE-N-Stecker überbrückt ist. Nachteil: Durch die parallel geschalteten Endgeräte, wie zum Beispiel ein Telefon, kann es wegen der dadurch erzeugten Stichleitungen zu Störungen oder Abbrüchen in der Übertragung kommen. Abhilfe schafft hier ein automatischer Mehrfachschalter (AMS, T2/T3-Umschalter, früher AWaDo) oder als Notlösung eine manuelle Begrenzung der Modem-Verbindungsgeschwindigkeit über spezielle, meist schlecht dokumentierte AT-Konfigurationsbefehle.

## Vor- und Nachteile

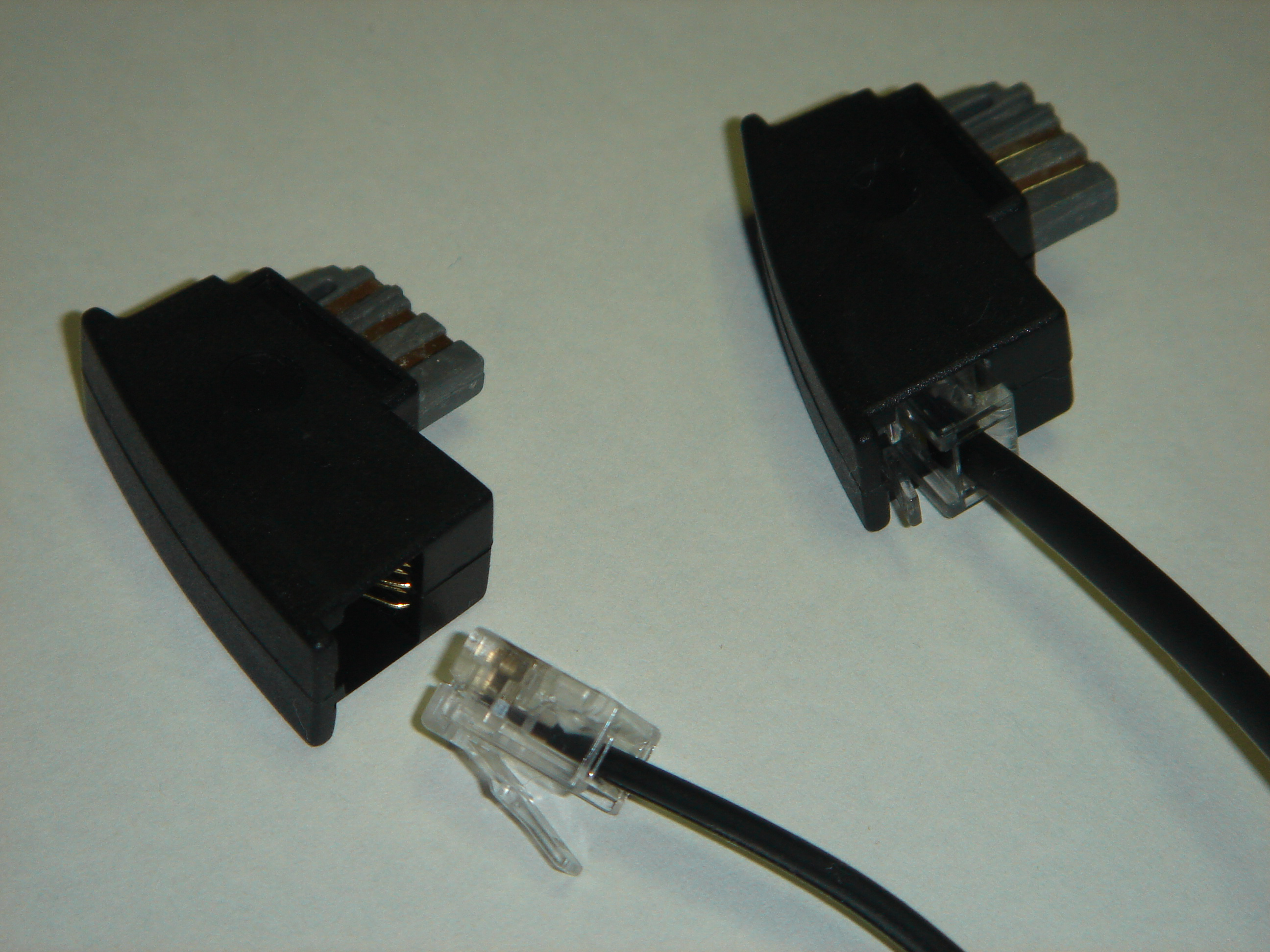
TAE-Adapter mit RJ-11-Leitung

Im Gegensatz zu in manchen Ländern gebräuchlichen RJ-Steckverbindungen besitzen TAE-Dosen integrierte Öffner, die aus zwei Paaren gegenüberliegender Kontaktfedern aufgebaut sind. Dadurch sind mechanische Schaltaufgaben möglich, die bei nicht eingeführtem Stecker eine nachfolgende Anschalteeinrichtung mit dem Netz verbinden.
Die Öffnerkontakte der N-Buchsen sind der F-Buchse vorgeschaltet. Sie können durch Eindringen von Feuchtigkeit, Wandfarbe etc. oxidieren oder verschmutzen und Kontaktschwierigkeiten (Rauschen und Knistern) bis zum Totalausfall verursachen.
Die bei ISDN, in den USA generell für Telefonanschlüsse und international geräteseitig üblichen „RJ-XX“-Stecker (Registered Jack) (UAE-Anschlussdosen) haben keine Öffnerkontakte.

## Normen und Standards

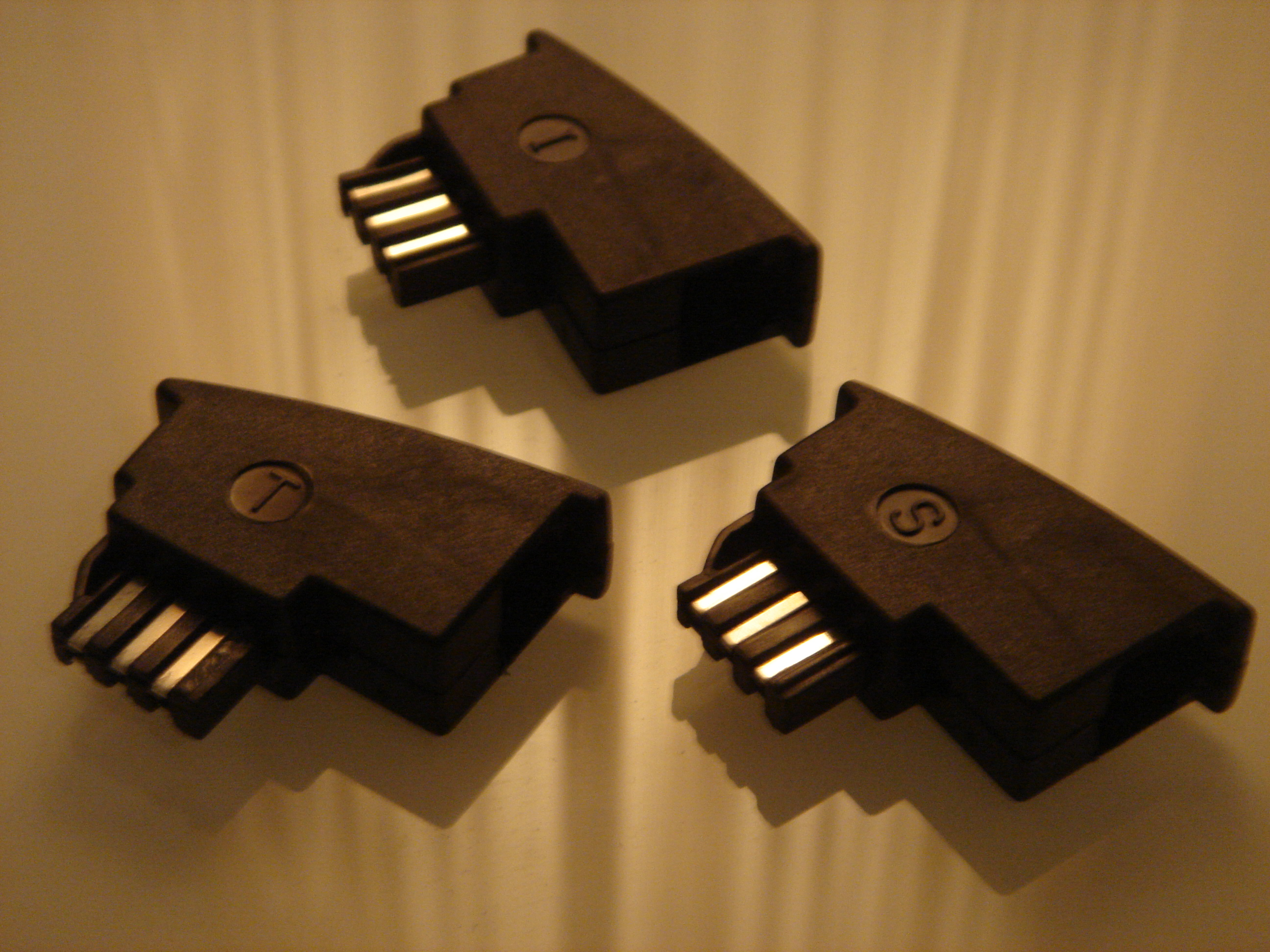
TAE-Adapter-Varianten: T=Telekom, S=Siemens und I=International

Die TAE-Verbindung ist in der DIN 41715 genormt. Allerdings ist die Kontaktbelegung der RJ-11-Verbinder auf der anderen Seite des Kabels nicht einheitlich. Daher kann der TAE-Stecker eine andere Steckerbelegung haben, wenn das TAE-Kabel nicht fest, sondern über einen RJ-11-Stecker am Gerät angeschlossen ist. Bei Verwendung eines inkompatiblen Kabels kann es dann zu entsprechenden Betriebsstörungen kommen. Historisch bedingt haben ältere Geräte von Siemens, Telekom und aus dem Ausland unterschiedliche RJ-11-Belegungen. Im Handel gibt es passende Adaptersets (vgl. Abbildung) oder passend belegte TAE-RJ-11-Kabel.

## TAE 8, TAE 8+4, TAE 16
Die oben genannten TAE 6 wurden durch die TAE 8, die erweiterte TAE 8+4 und die TAE 16 ergänzt. Die TAE 8 (8 Kontakte) und die TAE 8+4 (12 Kontakte) wurden für den S0-Bus zum Anschluss der ISDN-Endgeräte des nationalen ISDN (Protokollvariante FTZ 1 TR 6) eingeführt. Die TAE 16 hatte es bereits als ADo 16 gegeben, sie wurde schlicht umbenannt; sie diente dem Anschluss analoger Endgeräte, Systemtelefone, Abfragestellen und Sondergeräten, die einen größeren Bedarf an Adern (maximal 16) haben.
Die TAE 8, TAE 8+4 sowie TAE 16 werden nicht mehr verwendet.

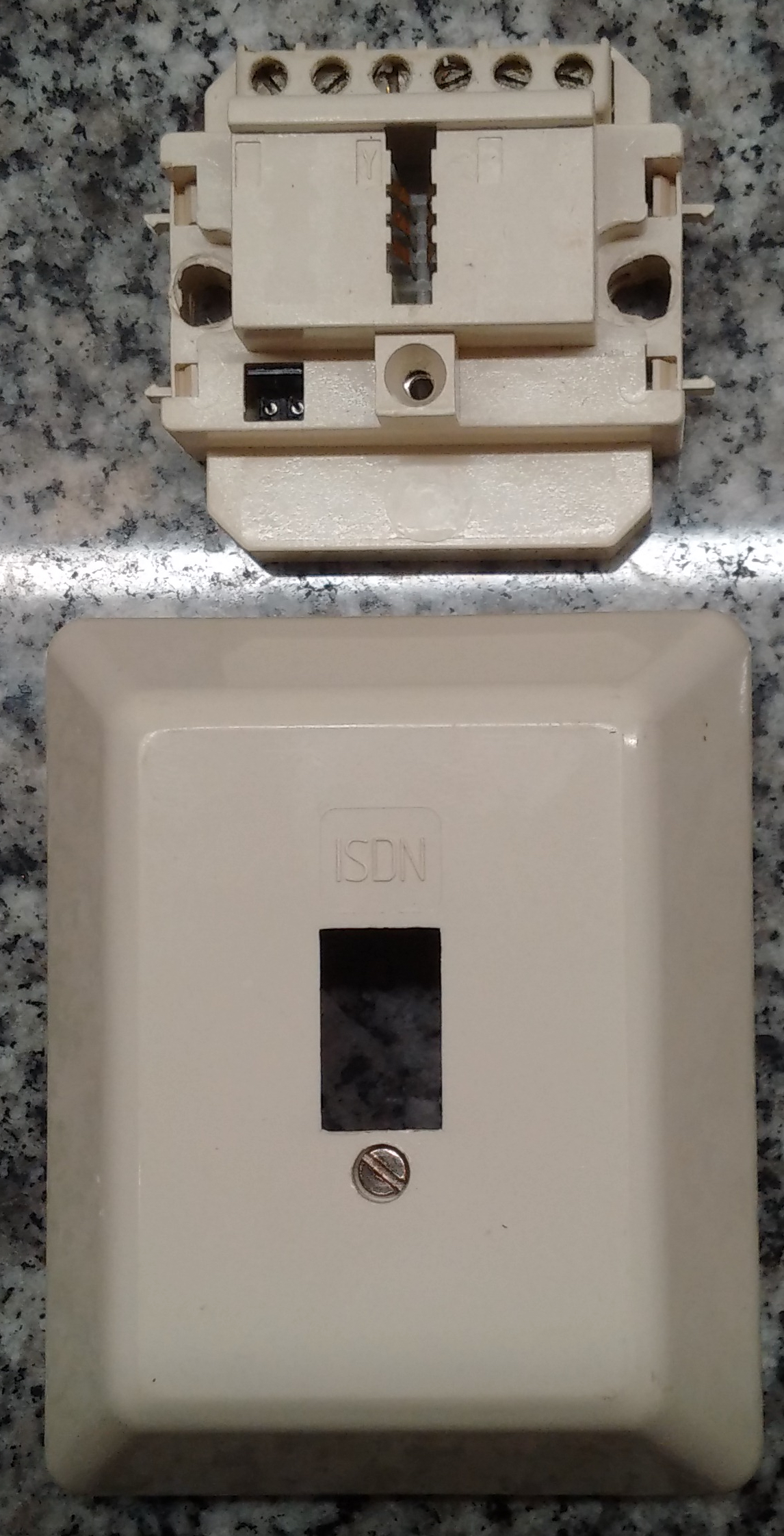
TAE 8
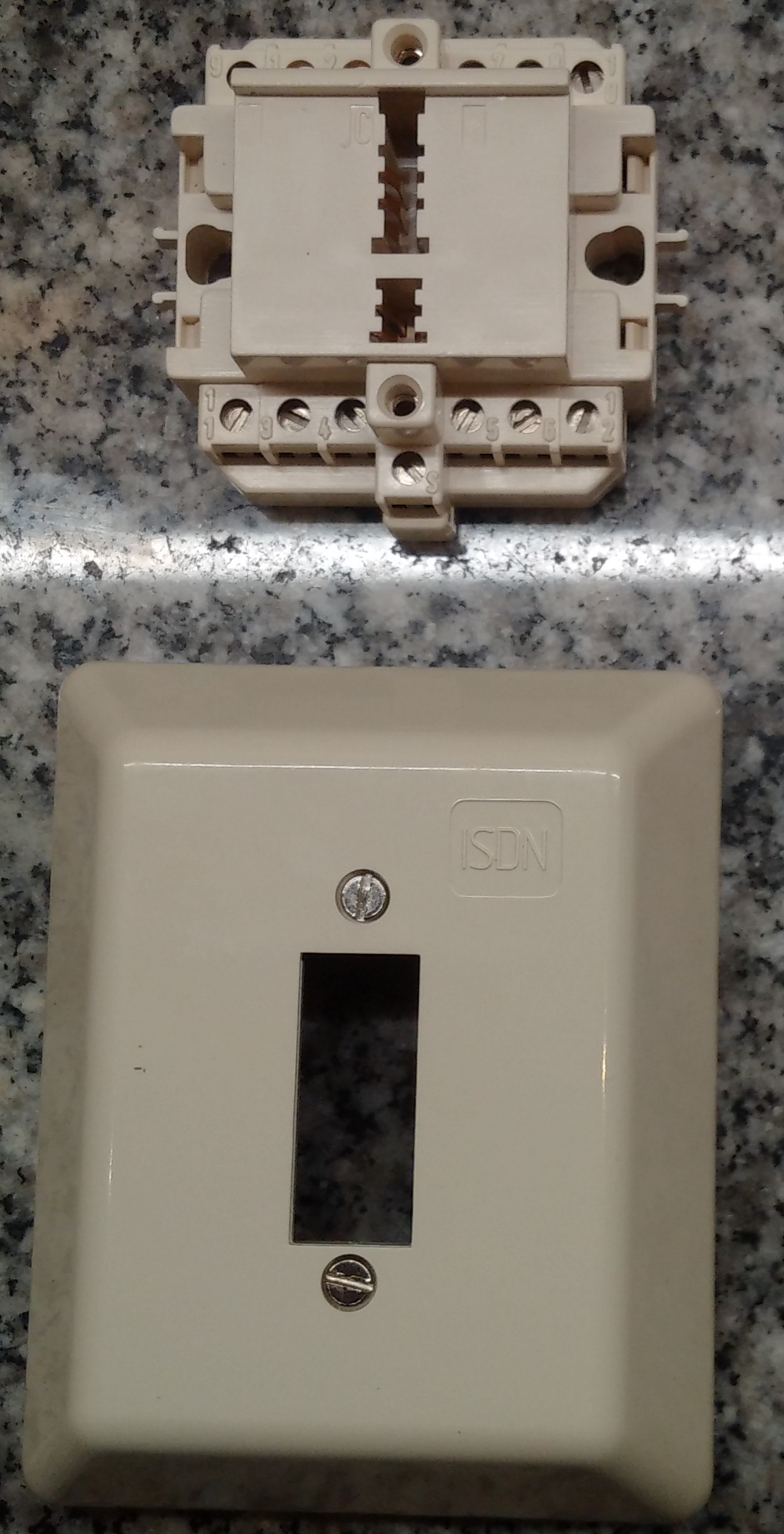
TAE 8+4
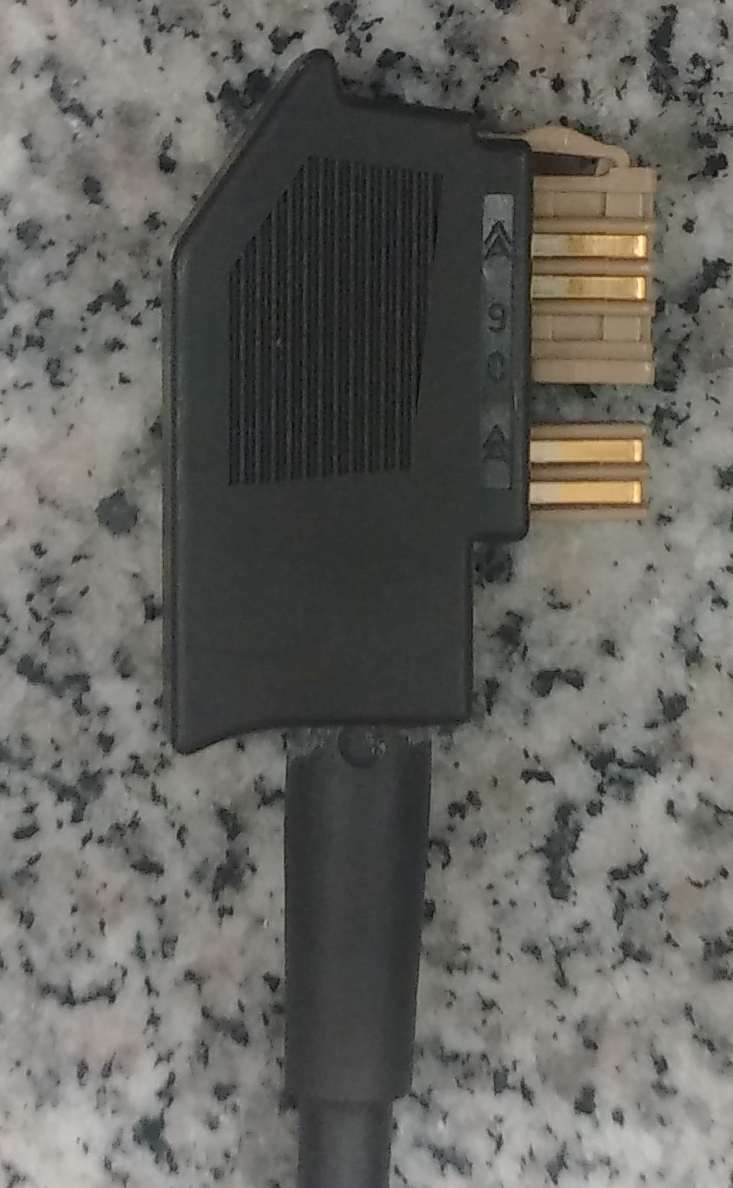
TAE 8+4-Stecker
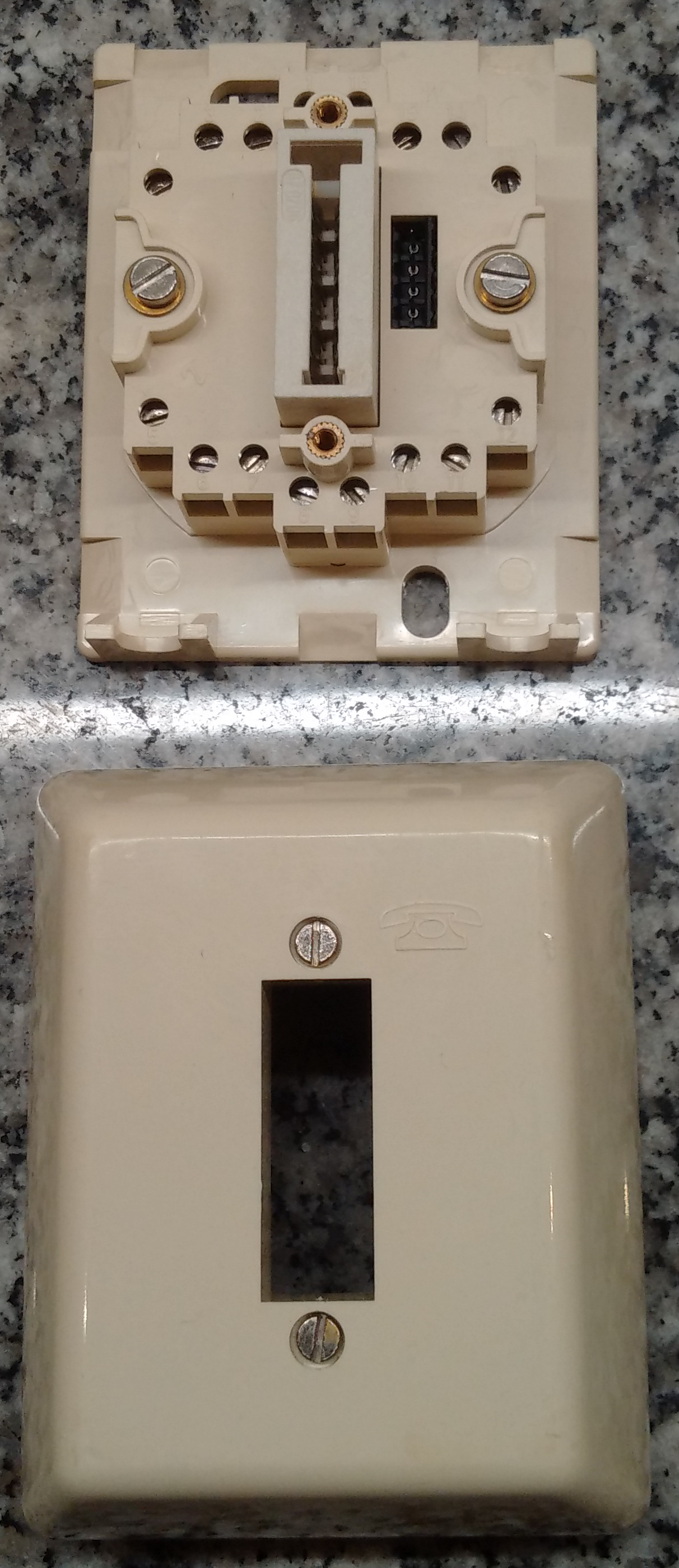
TAE 16
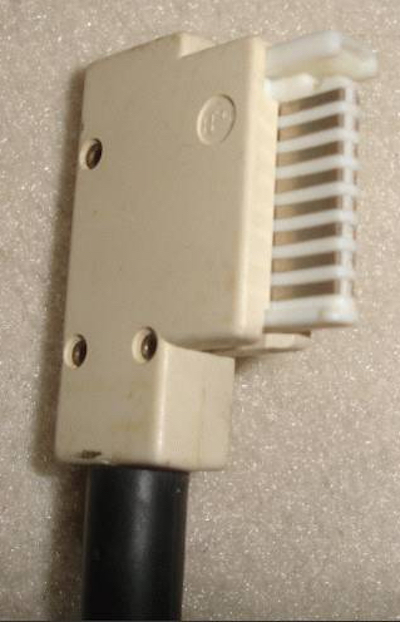
TAE 16-Stecker